# Alfta socken
Alfta socken i Hälsingland ingår sedan 1977 i Ovanåkers kommun och motsvarar från 2016 Alfta distrikt.
Socknens areal är 1 014,70 kvadratkilometer, varav 929,90 land. År 2000 fanns här 5 088 invånare. En del av tätorten Viksjöfors, tätorten Runemo samt tätorten och kyrkbyn Alfta med sockenkyrkan Alfta kyrka ligger i socknen. 

## Historik
Alfta är en av de första ställen som blivit kända och utmärkta på kartorna i Hälsingland, Gävleborgs län. Första benämningen av Alfta är gjord under ca år 1200. Konung Sverre av Norge skall under 1200-talet blivid stoppad av hälsingarna vid Alfta och historien finns att läsa i "Konung Sverres saga" som nertecknats i en Isländsk saga från den tiden. Alfta är beläget i Voxnadalen, som fått sitt namn från älven Voxnan, ett biflöde till Ljusnan.
År 1542 gjordes en skatteändring i socknen. Enligt skatteboken fanns vid denna tid ungefär 150 bönder i Alfta socken. 
Antalet gårdar i Alfta socken ökade år 1626 till 196 stycken, men under 1600-talet förändrades bebyggelsens storlek inte nämnvärt på grund av de tunga skatter som införts i Sverige efter de många krigen landet härjats av. Dessutom blev utskrivningen av soldater i området betungande för Alftas bönder, inte minst då Alfta kompani skulle utrusta 78 man -  två gårdar fick därvid svara för en soldats avlöning och underhåll.
Återhämtningen efter kriget gick dock snabbt, och vid mitten av 1700-talet rådde ett visst välstånd hos Alftas bönder. Av sockens 27 byar vid denna tid var utan tvekan kyrkbyn den största i området.
Socknen är även starkt förknippad med Erik-jansismen som leddes av profeten Erik Jansson från Biskopskulla socken i Uppland i mitten av 1800-talet. Alla böcker som Erik Jansson inte såg som sann kristendom skulle brännas på bål. En av minnesstenarna från bokbålen som hölls i Alfta finns i Tranberg vid Hälsingegården Fiskras mot Viksjön. Anhängarna grundade 1846 Bishop Hill i USA. Ett utvandrarmuseum med arkiv ligger vid hälsingegård Ol-Anders med Turism info. Den äldsta ännu bevarade inspelade svenska rösten tillhör Peter Wickblom, född i Alfta 1810, död 1906. Hans berättelse om att vara en emigrant som tagit sig över Atlanten, inspelad 1904 i Bishop Hill i USA, är den äldsta ännu bevarade ljudinspelningen på svenska.
Idag förknippas Alfta bland annat med hälsingegårdar, och av de sju hälsingegårdarna som sedan den 1 juli 2012 finns på Unescos världsarvslista står två gårdar i Alfta socken, Jon-Lars och Pallars i Långhed.

### Administrativ historik
1639 utbröts Ovanåkers socken från Alfta.
Vid kommunreformen 1862 övergick socknens ansvar för de kyrkliga frågorna till Alfta församling och för de borgerliga frågorna bildades Alfta landskommun. Landskommunen uppgick 1974 i Bollnäs kommun men överfördes 1977 till Ovanåkers kommun. Församlingen uppgick 2012 i Alfta-Ovanåkers församling.
1 januari 2016 inrättades distriktet Alfta, med samma omfattning som församlingen hade 1999/2000.
Socknen har tillhört fögderier, tingslag och domsagor enligt vad som beskrivs i artikeln Hälsingland. De indelta soldaterna tillhörde Hälsinge regemente, Alfta kompani.

## Geografi
Alfta socken ligger kring Voxnan och Flaxnan. Socknen har odlingsbygd vid vattendragen och är i övrigt en kuperad skogsbygd med höjder som i söder i Stavsberget når 498 meter över havet.
Bygden har ett stort antal hälsingegårdar och en "Turismväg" Stora Hälsingegårdars väg som rekommenderas.

## Fornlämningar
Från stenåldern finns boplatser och från järnåldern finns gravhögar. I Viken (7km från Alfta Kyrka) har en större skatt av 200 arabiska silvermynt påträffats samt gravplatser och boplatser från tiden.

## Namnet
Namnet (1312 Alpta) kommer troligen från tjärnen vid kyrkan. Namnet innehållet alpt, 'svan'.
Orten nämns också i Sverres saga från 1200-talet som Alftar.

## Befolkningsutveckling
| Befolkningsutvecklingen i Alfta socken 1750–1990                                                         | Befolkningsutvecklingen i Alfta socken 1750–1990 | Befolkningsutvecklingen i Alfta socken 1750–1990 | Befolkningsutvecklingen i Alfta socken 1750–1990 | Befolkningsutvecklingen i Alfta socken 1750–1990 |
| --- | ------------------------------------------------ | ------------------------------------------------ | ------------------------------------------------ | ------------------------------------------------ |
| |                                                  |                                                  |                                                  |                                                  |
| År |                                                  |                                                  | Folkmängd                                        |                                                  |
| 1750 | 1750                                             |                                                  | 1 942                                            |                                                  |
| 1760 | 1760                                             |                                                  | 2 032                                            |                                                  |
| 1769 | 1769                                             |                                                  | 2 246                                            |                                                  |
| 1780 | 1780                                             |                                                  | 2 307                                            |                                                  |
| 1790 | 1790                                             |                                                  | 2 577                                            |                                                  |
| 1800 | 1800                                             |                                                  | 2 867                                            |                                                  |
| 1810 | 1810                                             |                                                  | 3 075                                            |                                                  |
| 1820 | 1820                                             |                                                  | 3 368                                            |                                                  |
| 1830 | 1830                                             |                                                  | 3 801                                            |                                                  |
| 1840 | 1840                                             |                                                  | 4 123                                            |                                                  |
| 1850 | 1850                                             |                                                  | 4 280                                            |                                                  |
| 1860 | 1860                                             |                                                  | 4 708                                            |                                                  |
| 1870 | 1870                                             |                                                  | 4 836                                            |                                                  |
| 1880 | 1880                                             |                                                  | 5 064                                            |                                                  |
| 1890 | 1890                                             |                                                  | 5 322                                            |                                                  |
| 1900 | 1900                                             |                                                  | 5 731                                            |                                                  |
| 1910 | 1910                                             |                                                  | 5 996                                            |                                                  |
| 1920 | 1920                                             |                                                  | 6 742                                            |                                                  |
| 1930 | 1930                                             |                                                  | 7 105                                            |                                                  |
| 1940 | 1940                                             |                                                  | 6 723                                            |                                                  |
| 1950 | 1950                                             |                                                  | 6 382                                            |                                                  |
| 1960 | 1960                                             |                                                  | 5 627                                            |                                                  |
| 1970 | 1970                                             |                                                  | 5 307                                            |                                                  |
| 1980 | 1980                                             |                                                  | 5 625                                            |                                                  |
| 1990 | 1990                                             |                                                  | 5 544                                            |                                                  |
| Anm: Källor: Umeå universitet - Tabellverket 1749-1859, Demografiska databasen, CEDAR, Umeå universitet. |                                                  |                                                  |                                                  |                                                  |

## Kända personer från bygden
- Magnus Celsius, astronom och runforskare, farfar till Anders Celsius (känd för temperaturskalan)
- Lars Mortimer, tecknare, serieskapare av bland annat Älgen Hälge
- Anders Broman - Basist i Bloodbound och gitarrist i Kjell Kritik.
- Per Persson, låtskrivare, artist känd från bland annat Perssons Pack
- Hillevi Rombin, Miss Universum 1955
- Emy Storm, skådespelare som (spelat bland annat Emil i Lönnebergas mamma)
- Nina Söderquist, sångerska
- Ulf Stureson, artist och musiker, känd från bland annat Traste Lindéns Kvintett
- Dag Strömbäck, etnologiprofessor